# Corytophanes cristatus
Corytophanes cristatus — представник роду шоломових ящірок з родини Шоломові ящірки.

## Опис
Загальна довжина досягає 35 см. Голова помірна, стиснута з боків. Має дуже розвинутий високий шолом, який тягнеться на спині у вигляді високого гребеня. У самців гребінь трохи вище, однак в іншому самці і самки дуже схожі. Тулуб сплощений. Хвіст довгий, зазвичай трохи довше тулуба. Кінцівки добре розвинені.
Забарвлення коливається від зеленої або сірого до жовтувато-коричневого. На спині є характерний малюнок з поперечних широких темних або світлих смуг, однак у тварин в стресовому стані він не проявляється. Оболонка очей червона, зіниця вертикальна.

## Спосіб життя
Полюбляє тропічні ліси. Здебільшого перебуває на деревах. Активний вдень. Харчується комахами, при нагоді не гребує і новонародженими гризунами.
Це яйцекладна ящірка. Самиця відкладає до 10 яєць.

## Розповсюдження
Мешкає у Мексиці, Центральній Америці, Колумбії.